# 佩恩斯維爾 (明尼蘇達州)
佩恩斯維爾（英語：Payneville）是一個位於美國明尼蘇達州斯特恩斯縣的城市。

## 歷史
佩恩斯維爾於1857年成立，得名自當地的建立者埃德溫·E·佩恩（Edwin E. Payne）。佩恩斯維爾的郵局自1857年營運至今。

## 人口
根據2020年美國人口普查的數據，佩恩斯維爾的面積為5.93平方千米，皆為陸地。當地共有人口2388人，而人口密度為每平方千米403人。